# Садовка (Дергачёвский район)
Садовка — посёлок в Дергачёвском районе Саратовской области в составе сельского поселения Орошаемое муниципальное образование.

## География
Находится на расстоянии примерно 19 километров по прямой на юг от районного центра поселка Дергачи.

## История
Официальная дата основания 1932 год.

## Население
Постоянное население составляло 281 человека в 2002 году (татары 49%) , 232 в 2010.